# Sojuz 7K-T
La Sojuz 7K-T è stata una versione del veicolo spaziale Sojuz. A differenza delle precedenti Sojuz era priva di pannelli fotovoltaici e questo riduceva a solo due giorni l'autonoma data dalle batterie. Era concepita anche per raggiungere la stazione spaziale Almaz. L'equipaggio era di due cosmonauti.

## Caratteristiche
- Altezza: 7.95 m
- Diametro: 2.72 m
- Volume: 9 m³

## Missioni con equipaggio
- Sojuz 12
- Sojuz 13
- Sojuz 14
- Sojuz 15
- Sojuz 17
- Sojuz 18-1
- Sojuz 18
- Sojuz 21
- Sojuz 23
- Sojuz 24
- Sojuz 25
- Sojuz 26
- Sojuz 27
- Sojuz 28
- Sojuz 29
- Sojuz 30
- Sojuz 31
- Sojuz 32
- Sojuz 33
- Sojuz 34
- Sojuz 35
- Sojuz 36
- Sojuz 37
- Sojuz 38
- Sojuz 39
- Sojuz 40

## Missioni di test senza equipaggio
- Cosmos 496
- Cosmos 573
- Cosmos 613
- Cosmos 656